# ヴァーサ (小惑星)
ヴァーサ (1507 Vaasa) は小惑星帯に位置する小惑星である。フィンランドの天文学者リイシ・オテルマが発見した。
フィンランド西部の都市で、西スオミ州ポホヤンマー県の県都、ヴァーサから命名された。